# Statistiche della Premier League
Questa pagina raccoglie i record e le statistiche della Premier League a partire dalla sua prima stagione (1992-1993).

## Squadre partecipanti
Sono 51 i club che hanno preso parte alle 33 edizioni della Premier League giocate dal 1992-93 al 2024-2025.
- 33 volte:  Arsenal,  Chelsea,  Everton,  Liverpool,  Manchester Utd,  Tottenham
- 30 volte:  Aston Villa,  Newcastle Utd
- 29 volte:  West Ham Utd
- 28 volte:  Manchester City
- 25 volte:  Southampton
- 18 volte:  Blackburn,  Fulham,  Leicester City
- 16 volte:  Crystal Palace,  Sunderland
- 15 volte:  Leeds Utd,  Middlesbrough
- 13 volte:  Bolton,  West Bromwich
- 11 volte:  Wolverhampton
- 10 volte:  Stoke City,  Norwich City,
- 9 volte:  Burnley,  Coventry City
- 8 volte:  Bournemouth,  Brighton,  Charlton,  Nottingham Forest,  Sheffield Weds,  Watford,  Wigan,  Wimbledon FC
- 7 volte:  Birmingham City,  Derby County,  Portsmouth,  QPR,  Swansea City
- 6 volte:  Ipswich Town,  Sheffield Utd
- 5 volte:  Hull City
- 4 volte:  Brentford
- 3 volte:  Reading
- 2 volte:  Bradford City,  Cardiff City,  Huddersfield Town,  Oldham Athletic
- 1 volta:  Barnsley,  Blackpool,  Luton Town,  Swindon Town

## Squadre retrocesse in Championship
- 6 volte:  Norwich City
- 5 volte:  West Bromwich
- 4 volte:  Burnley,  Crystal Palace,  Leicester City,  Middlesbrough,  Sheffield Utd,  Sunderland,  Watford
- 3 volte:  Birmingham City,  Bolton,  Fulham,  Hull City,   Nottingham Forest,  QPR
- 2 volte:  Blackburn,  Cardiff City,  Charlton,  Derby County,  Ipswich Town,  Leeds Utd,  Manchester City,  Newcastle Utd,  Reading,  Southampton,  West Ham Utd,  Wolverhampton
- 1 volta:  Aston Villa,  Barnsley,  Blackpool,  Bournemouth,  Bradford City,  Coventry City,  Huddersfield Town,  Luton Town,  Oldham Athletic,  Portsmouth,  Sheffield Weds,  Stoke City,  Swansea City,  Swindon Town,  Wigan,  Wimbledon FC
- 0 volte:  Arsenal,  Brentford,  Brighton,  Chelsea,  Everton,  Liverpool,  Manchester Utd,  Tottenham

## Presenza ininterrotta in Premier League
- 1992-93:  Chelsea,  Everton,  Liverpool,  Manchester Utd,  Tottenham,  Arsenal
- 2002-03:  Manchester City
- 2012-13:  West Ham Utd
- 2013-14:  Crystal Palace
- 2017-18:  Brighton,  Newcastle Utd
- 2018-19:  Wolverhampton
- 2019-20:  Aston Villa
- 2021-22:  Brentford
- 2022-23:  Bournemouth,  Fulham,  Nottingham Forest
- 2024-25:  Ipswich Town,  Leicester City,  Southampton

## Assenza ininterrotta in Premier League
- 1993-94:  Oldham Athletic,  Swindon Town
- 1997-98:  Barnsley
- 1999-00:  Sheffield Weds,  Wimbledon FC
- 2000-01:  Bradford City,  Coventry City
- 2006-07:  Charlton
- 2007-08:  Derby County
- 2009-10:  Portsmouth
- 2010-11:  Birmingham City,  Blackpool
- 2011-12:  Blackburn,  Bolton
- 2012-13:  Reading,  Wigan
- 2014-15:  QPR
- 2016-17:  Hull City,  Middlesbrough,  Sunderland
- 2017-18:  Stoke City,  Swansea City
- 2018-19:  Cardiff City,  Huddersfield Town
- 2020-21:  West Bromwich
- 2021-22:  Norwich City,  Watford
- 2022-23:  Leeds Utd
- 2023-24:  Burnley,  Luton Town,  Sheffield Utd

## Esordio in Premier League
- 1992-93:  Arsenal,  Aston Villa,  Blackburn,  Chelsea,  Coventry City,  Crystal Palace,  Everton,  Ipswich Town,  Leeds Utd,  Liverpool,  Manchester City,  Manchester Utd,  Middlesbrough,  Norwich City,  Nottingham Forest,  Oldham Athletic,  QPR,  Sheffield Weds,  Sheffield Utd,  Southampton,  Tottenham,  Wimbledon FC
- 1993-94:  Newcastle Utd,  Swindon Town,  West Ham Utd
- 1994-95:  Bolton,  Leicester City
- 1996-97:  Derby County,  Sunderland
- 1997-98:  Barnsley
- 1998-99:  Charlton
- 1999-00:  Bradford City,  Watford
- 2001-02:  Fulham
- 2002-03:  Birmingham City,  West Bromwich
- 2003-04:  Portsmouth,  Wolverhampton
- 2005-06:  Wigan
- 2006-07:  Reading
- 2008-09:  Hull City,  Stoke City
- 2009-10:  Burnley
- 2010-11:  Blackpool
- 2011-12:  Swansea City
- 2013-14:  Cardiff City
- 2015-16:  Bournemouth
- 2017-18:  Brighton,  Huddersfield Town
- 2021-22:  Brentford
- 2023-24:  Luton Town

## Record

### Per club

#### Titoli
- Più titoli:13  Manchester Utd
- Più titoli consecutivi: 4
  -  Manchester City (2020-21, 2021-22, 2022-23, 2023-24)

#### Vittorie
- Più vittorie in una stagione (38 giornate): 32
  -  Manchester City (2017-18, 2018-19)
  -  Liverpool (2019-20)
- Meno vittorie in una stagione (38 giornate): 1 
  -  Derby County (2007-08)
- Più vittorie in casa in una stagione (19 giornate): 18
  -  Chelsea (2005-06)
  -  Manchester Utd (2010-11)
  -  Manchester City (2011-12, 2018-19)
  -  Liverpool (2019-20)
- Meno vittorie in casa in una stagione (19 giornate): 1
  -  Sunderland (2005-06)
  -  Derby County (2007-08)
- Più vittorie in trasferta in una stagione (19 giornate): 16
  -  Manchester City (2017-18)
- Meno vittorie in trasferta in una stagione (19 o 21 giornate): 0
  -  Leeds Utd (1992-93)
  -  Coventry City (1999-00)
  -  Wolverhampton (2003-04)
  -  Norwich City (2004-05)
  -  Derby County (2007-08)
  -  Hull City (2009-10)
- Più vittorie consecutive: 18
  -  Manchester City (26/08/2017 - 27/12/2017)
  -  Liverpool (27/10/2019 - 24/02/2020)
- Più partite senza vittorie: 32
  -  Derby County (il Derby non ha vinto nessuna delle ultime 32 partite del campionato 2007-08 ed è poi retrocesso. Questo record può essere dunque esteso nel caso il Derby tornasse in Premier)
- Più vittorie consecutive in casa: 24
  -  Liverpool (09/02/2019 - 05/07/2020)
- Più vittorie consecutive in trasferta: 12
  -  Arsenal (03/03/2013 - 26/10/2013)
- Più vittorie totali: 680,  Manchester Utd (aggiornato al 19 aprile 2021)

#### Sconfitte
- Più sconfitte in una stagione (38 o 42 giornate): 29
  -  Ipswich Town (1994-95)
  -  Sunderland (2005-06)
  -  Derby County (2007-08)
- Meno sconfitte in una stagione (38 giornate): 0
  -  Arsenal (2003-04)
- Miglior serie positiva: 49 giornate
  -  Arsenal (07/05/2003 - 24/10/2004)
- Più sconfitte in casa in una stagione (19 giornate): 14
  -  Sunderland (2002-03, 2005-06)
  -  Huddersfield Town (2018-19)
- Meno sconfitte in casa in una stagione (19 giornate): 0
  -  Manchester Utd (1995-96, 1999-00, 2010-11)
  -  Arsenal (1998-99, 2003-04, 2007-08)
  -  Chelsea (2004-05, 2005-06, 2006-07, 2007-08, 2014-15)
  -  Liverpool (2008-09, 2017-18, 2018-19, 2019-20)
  -  Manchester City (2011-12)
  -  Tottenham (2016-17)
- Più sconfitte consecutive in una stagione (38 giornate): 15
  -  Sunderland (2002-03)
- Più sconfitte consecutive in più di una stagione (38 giornate): 20
  -  Sunderland (2002-03, 2005-06) (Il Sunderland perse le ultime 15 partite della stagione 2002-03 e retrocesse. Perse anche i primi 5 match della stagione 2005-06, la loro successiva stagione in Premier League)
- Più sconfitte in trasferta in una stagione (19 giornate): 17 
  -  Burnley (2009-10)
- Meno sconfitte in trasferta in una stagione (19 giornate): 0
  -  Arsenal (2001-02, 2003-04)
- Miglior serie positiva casalinga: 86 
  -  Chelsea (21/02/2004 - 26/10/2008)
- Miglior serie positiva in trasferta: 27 
  -  Arsenal (05/04/2003 - 25/09/2004)
- Più sconfitte totali: 390,  West Ham Utd (aggiornato al 19 aprile 2021)

#### Pareggi
- Più pareggi in una stagione (42 giornate): 18
  -  Manchester City (1993-94)
  -  Sheffield Utd (1993-94)
  -  Southampton (1994-95)
- Più pareggi in una stagione (38 giornate): 17
  -  Newcastle Utd (2003-04)
  -  Aston Villa (2006-07, 2011-12)
  -  Sunderland (2014-15)
- Più pareggi consecutivi in una stagione (38 o 42 giornate): 7
  -  Norwich City (1993-94)
  -  Southampton (1994-95)
  -  Manchester City (2009-10)
- Meno pareggi in una stagione (38 giornate): 2 
  -  Manchester City (2018-19)
  -  Tottenham (2018-19)
- Più pareggi in casa in una stagione (19 giornate): 10
  -  Sheffield Weds (1996-97)
  -  Leicester City (1997-98), (2003-04)
  -  Manchester Utd (2016-17)
- Meno pareggi in casa in una stagione (19 giornate): 0
  -  Manchester City (2008-09, 2018-19)
  -  Manchester Utd (2012-13)
  -  Chelsea (2016-17)
- Più pareggi in trasferta in una stagione (19 giornate): 10
  -  Newcastle Utd (2003-04)
  -  Manchester Utd (2010-11)
- Meno pareggi in trasferta in una stagione (19 giornate): 0
  -  Tottenham (2018-19)
  -  Leeds Utd (2020-21)
- Più pareggi totali: 310,  Everton (aggiornato al 19 aprile 2021)

#### Goal
- Più goal fatti in una stagione: 106,  Manchester City (2017-18)
- Meno goal fatti in una stagione: 20,  Derby County (2007-08)
- Più goal subiti in una stagione (42 giornate): 100,  Swindon Town (1993-94)
- Più goal subiti in una stagione (38 giornate): 89,  Derby County (2007-08)
- Meno goal subiti in una stagione: 15,  Chelsea (2004-05)
- Miglior differenza reti in una stagione: 79,  Manchester City (2017-18)
- Peggior differenza reti in una stagione: -69,  Derby County (2007–08)
- Più goal fatti in una stagione da una squadra retrocessa: 55,  Blackpool (2010-11)
- Percentuale più alta di goal segnati in una partita rispetto al totale della giornata: 18.6% (8/43),  Middlesbrough (8-1 vs.  Manchester City, 11/05/2008)
- Più goal fatti in casa in una stagione: 68
  -  Chelsea (2009-10)
- Più goal fatti in trasferta in una stagione: 48
  -  Liverpool (2013-14)
- Meno goal fatti in casa in una stagione: 10
  -  Manchester City (2006-07)
  -  Huddersfield Town (2018-19)
- Meno goal fatti in trasferta in una stagione: 7
  -  Norwich City (2019-20)
- Più goal subiti in casa in una stagione (42 giornate): 45
  -  Swindon Town (1993-94)
- Più goal subiti in casa in una stagione (38 giornate): 43
  -  Derby County (2007-08)
  -  Wolverhampton (2011-12)
- Più goal subiti in trasferta in una stagione (42 giornate): 59 
  -  Ipswich Town (1994-95)
- Più goal subiti in trasferta in una stagione (38 giornate): 55 
  -  Wigan (2009-10)
- Meno goal subiti in casa in una stagione: 4
  -  Manchester Utd (1994-95)
- Meno goal subiti in trasferta in una stagione: 9
  -  Chelsea (2004-05)
- Più clean sheets in una stagione: 25
  -  Chelsea (2004-05)
- Meno clean sheets in una stagione: 3
  -  Birmingham City (2007-08)
  -  Derby County (2007-08)
  -  Blackburn (2011-12)
  -  Norwich City (2011-12)
- Più giornate dall'inizio della stagione senza un clean sheet: 27
  -  Blackburn (2011-12)
- Più goal fatti in totale: 1691,  Manchester Utd
- Più goal subiti in totale: 1117,  Tottenham
- Maggior vantaggio all'intervallo: 5 goal
  -  Sheffield Weds 5-0  Bolton (08/11/1997)
  -  Burnley 0-5  Manchester City (1-6 a fine partita) (03/04/2010)
  -  Manchester City 5-0  Watford (8-0 a fine partita) (21/09/2019)
  -  Southampton 0-5  Leicester City (0-9 a fine partita) (25/10/2019)
  -  Bournemouth 0-5  Liverpool (0-9 a fine partita) (27/08/2022)
  -  Newcastle Utd 5-0  Tottenham (6-1 a fine partita) (23/04/2023)

#### Punti
- Più punti in una stagione: 100,  Manchester City (2017-18)
- Meno punti in una stagione: 11,  Derby County (2007-08)
- Più punti in una stagione senza vincere il campionato: 97,  Liverpool (2018-19)
- Meno punti in una stagione vincendo il campionato: 75,  Manchester Utd (1996-97)
- Più punti in una stagione retrocedendo:
  - 42 giornate: 49,  Crystal Palace (1992-93)
  - 38 giornate: 42,  West Ham Utd (2002-03)
- Meno punti in una stagione senza retrocedere: 34,  West Bromwich (2004-05)

### Individuali

#### Presenze
- Più presenze in Premier League: 653, Gareth Barry (Aston Villa, Manchester City, Everton e West Bromwich Albion, dal 2 maggio 1998 al 24 febbraio 2018)
- Più presenze in Premier League per una squadra: 632, Ryan Giggs (Manchester United, dal 1992 al 6 maggio 2014)
- Giocatore più vecchio: John Burridge, 43 anni e 162 giorni Manchester City (vs. Queens Park Rangers, 14 maggio 1995)
- Giocatore più giovane: Ethan Nwaneri, 15 anni e 181 giorni Arsenal (vs. Brentford, 18 settembre 2022)
- Più partite consecutive: 310, Brad Friedel (dal 14 agosto 2004 al 7 ottobre 2012)
- Più stagioni: 23, James Milner

#### Goal
- Primo goal della Premier League: Brian Deane,  Sheffield Utd (vs.  Manchester Utd, 15 agosto 1992)
- Più goal in Premier League: Alan Shearer (260)
- Più goal in Premier League per un club: Sergio Agüero (180)
- Più vecchio a segnare: Teddy Sheringham, 40 anni e 268 giorni  West Ham Utd (vs.  Portsmouth, 26 dicembre 2006)
- Più giovane a segnare: James Vaughan, 16 anni e 271 giorni  Everton (vs.  Crystal Palace, 10 aprile 2005)
- Più partite consecutive segnando: 11, Jamie Vardy,  Leicester City, dal 29 agosto 2015 al 28 novembre 2015)
- Più stagioni con goal: 21, Ryan Giggs

- Primi 10 giocatori per numero di goal in Premier League:

Tra parentesi le presenze in Premier League. 
In grassetto i giocatori ancora in attività.
| #  | Nome          | Goal | partite | media |
| -- | ------------- | ---- | ------- | ----- |
| 1  | Alan Shearer  | 260  | 434     | 0,60  |
| 2  | Harry Kane    | 213  | 320     | 0,66  |
| 3  | Wayne Rooney  | 208  | 491     | 0,42  |
| 4  | Andrew Cole   | 187  | 414     | 0,45  |
| 5  | Sergio Agüero | 181  | 272     | 0,67  |
| 6  | Frank Lampard | 177  | 609     | 0,29  |
| 7  | Thierry Henry | 175  | 277     | 0,63  |
| 8  | Robbie Fowler | 163  | 378     | 0,43  |
| 9  | Jermain Defoe | 162  | 496     | 0,33  |
| 10 | Michael Owen  | 150  | 326     | 0,46  |

- Più goal in una stagione (42 giornate): 34
  - Andrew Cole, ( Newcastle Utd, 1993–94)
  - Alan Shearer, ( Blackburn, 1994–95)
- Più goal in una stagione (38 giornate): 36
  - Erling Haaland ( Manchester City, 2022-23)

- Numero di squadre contro cui è andati a segno in una stagione: 17
  - a 20 squadre:
    - Ian Wright, ( Arsenal, 1996–97)
    - Robin van Persie, ( Arsenal, 2011–12)

  - a 22 squadre:
    - Andrew Cole, ( Newcastle Utd, 1993–94)
    - Alan Shearer, ( Blackburn, 1994–95)
- Più goal alla prima stagione: 36
  - Erling Haaland ( Manchester City, 2022-23)
- Più triplette in una stagione:
  - Alan Shearer 5 (42 giornate) ( Blackburn, 1995–96)
- Più triplette:
  - Alan Shearer 11
  - Sergio Agüero 11
- Più goal in una partita: 5,
  - Andrew Cole  Manchester Utd (vs.  Ipswich Town, 4 marzo 1995, 9-0)
  - Alan Shearer  Newcastle Utd (vs.  Sheffield Weds, 19 settembre 1999, 8-0)
  - Jermain Defoe  Tottenham (vs.  Wigan, 22 novembre 2009)
  - Dimităr Berbatov  Manchester Utd (vs.  Blackburn, 27 novembre 2010, 7-1)
- Più goal in un tempo: 5, Jermain Defoe  Tottenham (vs.  Wigan, 22 novembre 2009, 9-1)
- Goal più veloce: 9.7 secondi, Ledley King  Tottenham (vs.  Bradford City, 9 dicembre 2000)
- Più goal di uno sostituto in una partita: 4, Ole Gunnar Solskjær  Manchester Utd (vs.  Nottingham Forest, 6 febbraio 1999)
- Più goal in partite in trasferta consecutive: 9, Robin van Persie  Arsenal, dal 1º gennaio 2011 al 22 maggio 2011)
- Più stagioni consecutive segnando almeno 30 goal: 3 (1993-1996), Alan Shearer (tutti al  Blackburn)
- Più stagioni consecutive segnando almeno 25 goal: 4 (1993-1997), Alan Shearer (1993–1996 al  Blackburn), 1996–1997 al  Newcastle Utd)
- Più stagioni consecutive segnando almeno 20 goal: 5,
  - (2001-2006), Thierry Henry (tutti al  Arsenal)
  - (2014-2019), Sergio Agüero (tutti al  Manchester City)
- Più stagioni consecutive segnando almeno 15 goal: 7 (1999-2006), Thierry Henry (tutti al  Arsenal)
- Più stagioni consecutive segnando almeno 10 goal: 11
  - (2004-2015) Wayne Rooney (tutti al  Manchester Utd)
- Più stagioni consecutive segnando almeno 5 goal: 17 (1997–2014), Frank Lampard (1997-2001 al  West Ham Utd, 2001-2014 al  Chelsea)
- Più stagioni consecutive segnando almeno 1 goal: 21 (1992–2013), Ryan Giggs (tutti al  Manchester Utd)
- Tripletta più veloce: Sadio Mané, 2 minuti  33 secondi,  Southampton (vs   Aston Villa, 16 Maggio 2015)
- Numero più alto di club per cui si è andati a segno: 7:
  - Craig Bellamy (al  Coventry City,  Newcastle Utd,  Blackburn,  Liverpool,  West Ham Utd,  Manchester City,  Cardiff City)
- Più autogol: 12, Richard Dunne
- Più autogol goal in una stagione: 4, Martin Škrtel (2013–14)
- Più triplette contro un solo club: 3, Luis Suárez  Liverpool (vs.  Norwich City)
- Più goal in un mese: 10 (dicembre 2013), Luis Suárez  Liverpool)

#### Portieri
- Gol dei portieri::
  - Peter Schmeichel ( Everton 3–2  Aston Villa, 20 ottobre 2001)
  - Brad Friedel ( Charlton 3–2  Blackburn, 21 febbraio 2004)
  - Paul Robinson ( Tottenham 3–1  Watford, 17 marzo 2007)
  - Tim Howard ( Everton 1–2  Bolton, 4 gennaio 2012)
  - Asmir Begović ( Stoke City 1–1  Southampton, 2 novembre 2013)
  - Alisson Becker ( West Bromwich 1-2  Liverpool, 16 maggio 2021)
- Imbattibilità: 14 partite (1,311 minuti), Edwin van der Sar ( Manchester Utd, 2008–09)
- Più clean sheets in una stagione: 21
  - Petr Čech ( Chelsea, 2004–05)
  - Edwin van der Sar ( Manchester Utd, 2008–09)
- Più clean sheets in totale: 186, Petr Cech

#### Disciplina
- Più espulsioni: 8,
  - Duncan Ferguson
  - Patrick Vieira
  - Richard Dunne
- Più ammonizioni per un giocatore: 113, Gareth Barry
- Più ammonizioni per una squadra in una partita: 8 ( West Ham Utd v.  QPR, 1º ottobre 2012)
- Più falli: 782, Kevin Davies

### Partite
- Più larga vittoria in casa:
  -  Manchester Utd 9-0  Ipswich Town, (4 marzo 1995)
  -  Manchester Utd 9-0  Southampton, (2 febbraio 2021)
  -  Liverpool 9-0  Bournemouth (27 agosto 2022)

- Più larga vittoria in trasferta:  Southampton 0-9  Leicester City, (25 ottobre 2019)
- Partita con più goal:  Portsmouth 7-4  Reading, (29 settembre 2007)

- Pareggio con più goal:  West Bromwich 5-5  Manchester Utd (19 maggio 2013)
- Primo tempo con più goal:
  -  Blackburn 3-4  Leeds Utd (14 settembre 1997, risultato finale 3-4)
  -  Bradford City 4-3  Derby County (21 aprile 2000, risultato finale 4-4)
  -  Reading 3-4  Manchester Utd (1 dicembre 2012, risultato finale 3-4)

- Risultato più frequente: 1-0, 1482 volte
- Maggior numero di giocatori a segno in una partita: 9, record condiviso:
  -  Tottenham 4-5  Arsenal (13 novembre 2004)
  -  Portsmouth 7-4  Reading (29 settembre 2007)
- Maggior numero di giocatori a segno in una partita per la stessa squadra: 7 
  -  Chelsea 8-0  Aston Villa (23 dicembre 2012)
  -  Manchester City 7-0  Norwich City (2 novembre 2013)
  -  Southampton 8-0  Sunderland (18 ottobre 2014)

- Tempo di recupero più lungo in un primo tempo: 10 minuti 10 secondi ( Cardiff City] vs.  West Ham Utd, 11 gennaio 2014)
- Tempo di recupero più lungo: 15 minuti 30 secondi ( Nottingham Forest vs.  Brighton, 26 aprile 2023)
- Calcio d'inizio più presto: 11:15 BST ( Manchester City vs.  Everton, 2 ottobre 2005)
- Inizio della stagione più presto: 5 agosto 2023
- Fine della stagione più tardi: 28 maggio 2023

### Allenatori
- Più volte vincitore del "Manager of the Month": Alex Ferguson, 27 volte
- Più promozioni in Premier League: 3, Steve Bruce ( Birmingham City nel 2001-02 e 2006–07, e  Hull City nel 2012–13)
- Più retrocessioni dalla Premier League: 3, Dave Bassett ( Sheffield Utd nel 1993-94,  Nottingham Forest nel 1996-97, e  Leicester City nel 2001-02)